# فينيكيا
فينيكيا هي عبارة عن بسكويت يوناني.
تتكون الفينيكيا من الدقيق ومسحوق الخبز وعصير البرتقال والزيت. لا يتم استخدام منتجات الألبان في صنعها. بعد الخبز في الفرن، يتم تغطيت الفنيكيا في مزيج من القرفة والسكر والجوز المطحون. أما ميلوماكارونو، نوع آخر من حلوى البسكويت اليونانية ، يُصنع من نفس المكونات، ولكن بعد الخبز، يُغمس في خليط شراب يتكون من السكر والعسل والماء وقشر البرتقال والقرنفل. ثم يتم تغطيتها في خليط الجوز والسكر والقرفة المطحون.